# Tank Museum
Das 1947 eröffnete The Tank Museum (ehemals: Bovington Tank Museum) ist ein militärtechnisches Museum mit dem Themenschwerpunkt Panzer, welches am Standort des Royal Tank Regiment Bovington Camp, ca. 3 km nordwestlich von Wool und etwa 20 km westlich von Poole in Dorset, Südwestengland nach dem Ende des Zweiten Weltkriegs gegründet wurde.

## Hintergrund
Das Tank Museum verfügt über die weltweit größte Sammlung britischer und ausländischer Panzer. Insgesamt besteht die Sammlung aus über 300 Panzern aus 26 Ländern. Zusammen mit den sonstigen gepanzerten Fahrzeugen vor Ort verfügt das Tank Museum über die drittgrößte Sammlung an gepanzerten Fahrzeugen weltweit. Das Musée des Blindés in Saumur (Frankreich) verfügt mit über 880 gepanzerten Fahrzeugen über die größte Sammlung weltweit, hat jedoch weniger Panzer in der Sammlung.

## Geschichte
Schon im Jahr 1923, nach dem Ende des Ersten Weltkrieges, regte der britische Schriftsteller Rudyard Kipling nach einem Besuch in Bovington und unter dem Eindruck der Überreste der als „Tanks“ bezeichneten Kampfmaschinen an, ein Museum zu gründen. Die Verantwortlichen des Royal Tank Regiment folgten dieser Idee und ließen eine Halle für die Fahrzeuge errichten, die jedoch erst über 20 Jahre später unter den Eindrücken des Zweiten Weltkrieges zu einem öffentlich zugänglichen Museum werden sollte.
Im Jahr 1982 wurde der auch als Autor bekannt gewordene Offizier George Forty Leiter des Museums. Elf Jahre später ging Forty, der für seine Arbeit zwischenzeitlich den OBE erhalten hatte, im Rang eines Lieutenant Colonel in den Ruhestand. Sein langjähriger Mitarbeiter, der Militärhistoriker David John Fletcher, arbeitete von 1982 bis ins Jahr 2012 für das Museum. Auch ihm wurde für seine wissenschaftliche Arbeit zum Themenbereich Armoured Warfare (Gepanzerte Kriegsführung) ein britischer Orden verliehen.
Heute wird das Museum von Richard Smith geleitet. Dabei verfolgt man eine moderne und multimediale Kommunikation und arbeitet eng mit Computerspielfirmen zusammen.

## Einzigartige Exponate
Unter den einzigartigen Exponaten des Museums befindet sich der älteste erhaltene Kampfpanzer der Welt, der britische Prototyp „Little Willie“ aus dem Ersten Weltkrieg, das einzige erhaltene Exemplar des darauf aufbauenden Typs Mark I, sowie der einzige fahrbereite deutsche Tiger I.

## Ausstellung

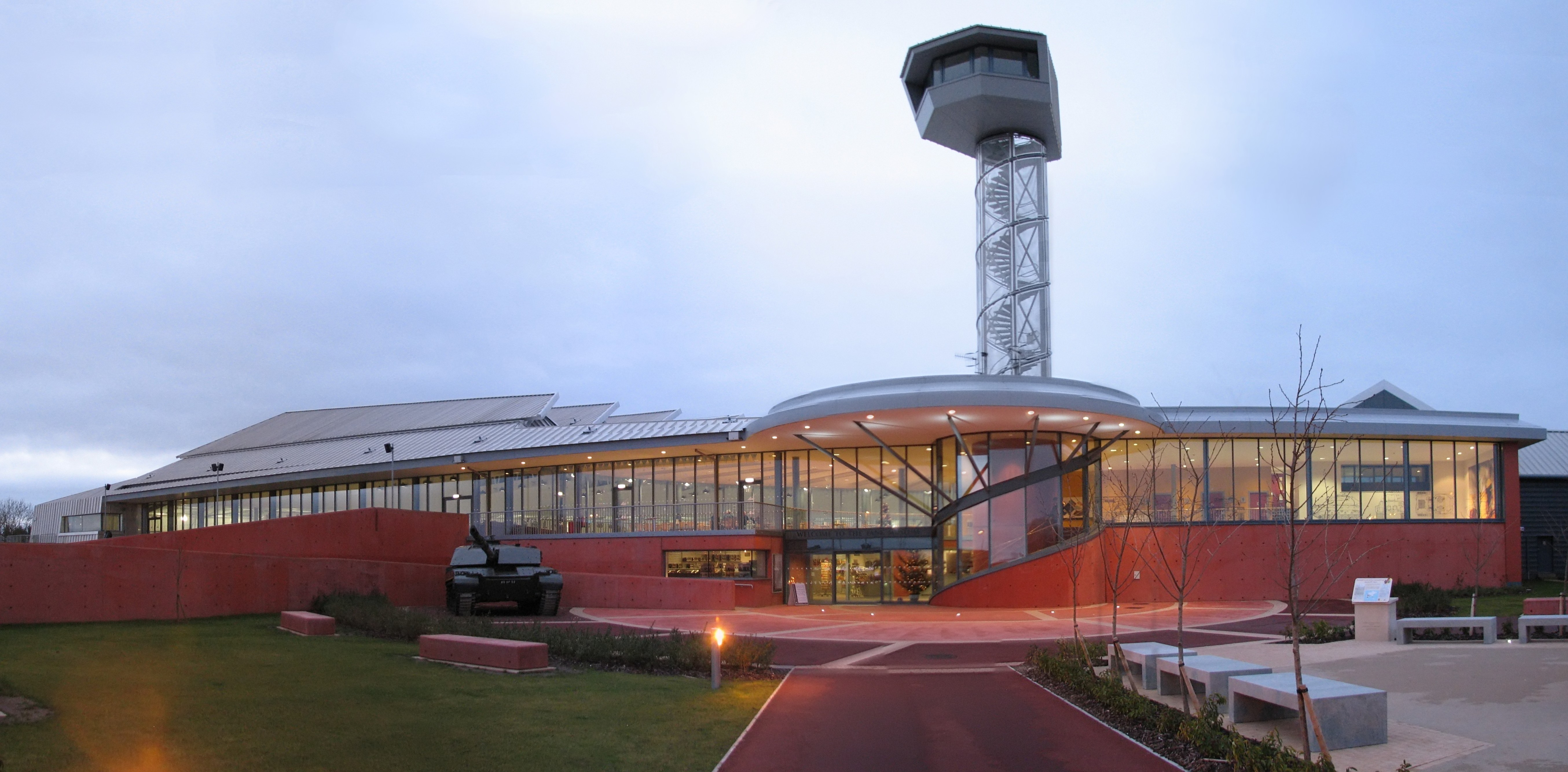
Bovington Tank Museum

Die Ausstellung besteht aus fünf Hallen:
- Erster Weltkrieg
- Zwischenkriegszeit
- Zweiter Weltkrieg
- Tamiya-Halle
- British-Steel-Halle

Die Halle zur Thematik Erster Weltkrieg zeigt die gesamte Entwicklung des britischen Panzerwesens mit Panzern der Typen Mark I, II, IV, V, VIII und IX.
In der Halle Zwischenkriegszeit befindet sich eine Ausstellung von Panzern der Typen Vickers A1E1 Independent, Peerless armoured car, Rolls-Royce, Lanchester 6×4, Carden Loyd Tankette, Matilda II, Cruiser Mk I.
Die Halle Zweiter Weltkrieg ist die größte des Museums; sie enthält Panzer und Gefechtsfahrzeuge der meisten Staaten, die am Zweiten Weltkrieg teilgenommen haben.
Fahrzeuge (Deutschland)
- Pz.Bef.Wg. I B
- Pz.Kpfw. II Ausf. F
- Pz.Kpfw. II Ausf. L Luchs
- Pz.Kpfw. III Ausf. L
- Pz.Kpfw. III Ausf. N
- Pz.Kpfw. IV Ausf. D -kampfwertgesteigert-
- Pz.Kpfw. Panther Ausf. A
- Pz.Kpfw. Panther Ausf. G
- Pz.Kpfw. VI Tiger I DAK
- Pz.Kpfw. VI Tiger II
- Jagdpanzer 38
- Jagdpanzer V Jagdpanther
- Jagdpanzer VI Jagdtiger
- Sd.Kfz. 2 Kettenkrad
- Sd.Kfz. 251 Schützenpanzerwagen

Fahrzeuge (Commonwealth)
- Light Tank Mk VIB
- Light Tank Mark VII Tetranch
- Light Tank Mk VIII Harry Hopkins
- Vickers Amphibious Light Tank A4E3 L1E3
- Vickers Medium Tank Mark II
- Cruiser Tank Mk I
- Cruiser Tank Mk III
- Cruiser Tank Mk IV Crusader Mk III
- A34 Cruiser Tank Comet I
- A11 Infantry Tank Matilda Mk I
- Infantry Tank Matilda II
- Infantry Tank Matilda II Canal Defence Light
- Infantry Tank Mk III Valentine Mk II
- Infantry Tank Mk III Valentine Mk IX
- Infantry Tank Churchill Mk II
- Infantry Tank Churchill Mk III
- Infantry Tank Churchill Mk III AVRE
- Infantry Tank Churchill Mk IV
- Infantry Tank Churchill Mk VI
- Infantry Tank Churchill Crocodile
- Cruiser Tank Mk VIII Cromwell Mk IV (A27M)
- Cruiser Tank Centaur Dozer Mk I (A27L)
- Heavy Tank TOG2
- A33 Excelsior
- A38 Infantry Tank Valiant
- Infantry Tank Black Prince A43
- Australian Cruiser Mark I Sentinel
- Ram Cruiser Mk II
- Sherman Firefly

Darunter sind ferner folgende Panzer anderer Staaten: Char B1, Somua S-35, T14 Assault tank, M24 Chaffee, M3 Lee/Grant, M4 Sherman, M10 Wolverine, M48 Patton, M26 Pershing, T17 Staghound, DUKW, SU-76, T-26, T-34, KW-1, SU-100.
Die Tamiya-Halle wurde durch den gleichnamigen Hersteller von Modellfahrzeugen gesponsert. Ausgestellt werden hier Nachkriegspanzer, darunter der britische Centurion, der US-amerikanische M60 und der sowjetische/russische T-72.
In der Halle der British Steel liegt die Betonung auf der modernen Verbundpanzerung (Chobham Armour) aus dem Golfkrieg gegen den Irak. Ferner beleuchtet sie die 46-jährige Geschichte des berühmten britischen Centurion-Panzers von 1945 bis 1991.
In den beiden letzten Hallen sind ferner folgende Panzer zu sehen: Tortoise, Black Prince, Conqueror, Charioteer, Centurion, Chieftain, Challenger 1, Challenger 2, M41 Walker Bulldog, M103, M60 Patton, T-54, T-55, T-62, T-72, BMP-1, AMX-30, Infanterikanonvagn 91, Stridsvagn 103, Stridsvagn 104.

## Veranstaltungen
Das Museum bietet wechselnde Sonderausstellungen und Vorträge zu ausgewählten Themen an. Im Rahmen eines modernisierten Museumskonzeptes wurden im 21. Jahrhundert zunehmend Freilichtveranstaltungen mit aktivem Einsatz von historischen Exponaten organisiert. Besonderen Bekanntheitsgrad erreicht dabei das Tankfest Bovinton. Seit 2009 wurden in durchschnittlich zweijährigem Abstand fahrende Panzer vor großem Publikum gezeigt. Die Veranstaltung findet internationale Rezeption mit Übertragung in Fernsehprogrammen und die Verbreitung von Videos.

## Sonderausstellungen

### Ukraine-Russland-Krieg / April 2025
Im April 2025 wurde in einem Bereich des Museums eine Sonderausstellung eingerichtet, die sich mit der Rolle von Kampfpanzern im im Jahr 2023 begonnenen Angriffskriegs auf die Ukraine beschäftigt. Als Objekte sind ein sowjetischer T-72 und ein deutscher Schützenpanzer Marder zu sehen, die als Fahrzeugtyp in diesem Konflikt zum Einsatz gekommen sind.
Besonderer Aspekt ist, dass im Jahr 2024 britische Ingenieure das Museum um Unterstützung ersuchten, um Ketten für Fahrzeuge aus der Sowjetzeit zu entwickeln, was der ukrainischen Industrie ermöglichen soll, Ersatzketten zu fertigen.
Ziel der Ausstellung ist es auf die durch den Krieg verursachte humanitäre Krise in der Ukraine aufmerksam zu machen und die Erfahrungen von Menschen in diesem Land zu dokumentieren.